# Бродовая (приток Северной Двины)
Бродовая — река в России, протекает по территории Телеговского сельского поселения Красноборского района Архангельской области.
Устье реки находится в 638 км по левому берегу реки Северная Двина. Длина реки составляет 12 км.

## Данные водного реестра
По данным государственного водного реестра России относится к Двинско-Печорскому бассейновому округу, водохозяйственный участок реки — Северная Двина от впадения реки Вычегда до впадения реки Вага, речной подбассейн реки — Северная Двина ниже места слияния Вычегды и Малой Северной Двины. Речной бассейн реки — Северная Двина.
Код объекта в государственном водном реестре — 03020300112103000025568.